# 고노에 후미타카
고노에 후미타카(近衛文隆, 1915년 4월 3일~ 1956년 10월 29일)는 쇼와 시대의 육군 군인이다. 교토부 태생으로 일본의 내각총리대신 고노에 후미마로와 총리대신 부인 지요코(사에키번 모리 자작가 당주 모리 다카노리(毛利高範) 자작의 딸)부부의 장남이다.
가문은 후지와라 북가의 적류 섭가의 적통인 고노에가이며, 계급은 육군 중위, 관위는 종오위, 학력은 프린스턴 대학교 정치학부 중퇴이다.

## 같이 보기
- 아즈마 류메이(일본어판) - 후미타카의 서자
- 시베리아 억류
- 정핑루